# Guerrino Mattia Monassi
Guerrino Mattia Monassi (Urbignacco di Buja, 1918 – Bergamo, 1981) è stato un incisore e medaglista italiano.
Fu allievo di Pietro Giampaoli che lo chiamò a Roma nel 1934 nella bottega di Torre dei Capocci.
Nel 1963 fu nominato incisore capo presso la Zecca di Stato.
Tra le sue opere più note le 500 lire "Marconi".